# Alopecurus lanatus
Alopecurus lanatus är en gräsart som beskrevs av James Edward Smith. Alopecurus lanatus ingår i släktet kavlen, och familjen gräs. Inga underarter finns listade i Catalogue of Life.